# ブレスワーク
ブレスワーク（和訳：呼吸法）はニューエイジ用語で、意識的な呼吸のコントロールが人の意識、感情、体の状態に働きかけ、セラピー的な効果をもたらす手法である。
ブレスワークは呼吸のコントロール法で意識を変性意識に上げ、体や心の状態を改善する。 世界中の様々なスピリチュアル伝統的な儀式から生まれ、西洋ではウィルヘルム・ライヒが先駆者とされている。
ジャック・ラソ（英：Jack Raso）によると、ブレスワークはスタイル化された呼吸という特徴を持つ多様な”ヒーリング手法”として支持者から呼ばれている。ブレスワークのプロセスの中で心と体に”保管された””限定されたプログラム”を解消し、より多くの”エネルギー”を使う能力を持てるようになる。

## ブレスワークの流派
ブレスワークの先駆けとなった流派は以下の通り。
リバーシング
抑圧された幼少期のトラウマを解放するブレスワーク。1970年代にレオナルド・オアが創始した。
ホロトロピックブレスワーク
呼吸や早い音楽などを使い、通常では難しい意識レベルにアクセスするブレスワーク。1960年代後半にLSDが禁止されたのに伴い、呼吸で同様の状況を作り出そうという試みのもとにスタニスラフ・グロフが開発した。
コンシャスブレスワーク
ゲイ・ヘンドリックスが創始した。呼吸の動きに体の動きを連動させ、心と体を総合的に癒すブレスワークである。気づきの呼吸法とも呼ばれる。
その他の流派
ここ数十年でブレスワークの流派は多くなった。インテグレイティブブレスワーク、トランスフォーメーショナルブレスワーク、シャーマニックブレスワーク、レイディエンスブレスワーク、禅ヨガブレスワーク等がある。

## 参照
- en:Breathwork (23:35, 16 January 2022 JST) より抄訳[要検証 – ノート]

1. 1 2 3  Young, J. Scott; Cashwell, Craig S.; Giordano, Amanda L. (2010-10). “Breathwork as a Therapeutic Modality: An Overview for Counselors” (英語). Counseling and Values 55 (1):  113–125. doi:10.1002/j.2161-007X.2010.tb00025.x.
2. ↑  Jack Raso M.S., R.D.: Quackwatch March 25, 2007
3. ↑   Jiko hakken no boken.. Stanislav Grof, Shin'ichi Yoshifuku, Yasuhiko Suga, 伸逸 吉福, 靖彦 菅. 春秋社. (1988.1). ISBN 4-393-36005-2. OCLC 939494642
4. ↑   Kizuki no kokyūhō. Gay Hendricks. Tōkyō: Shunjūsha. (2011). ISBN 978-4-393-36514-4. OCLC 744313763

- ゲイ・ヘンドリックス 『＜気づき＞の呼吸法 Conscious Breathing』上野圭一、鈴木純子訳、春秋社、1996年。ISBN9784393365144
- スタニスラフ・グロフ 『ホロトロピック・セラピー (自己発見の冒険)』菅靖彦、吉福伸逸 訳、春秋社、1998年。ISBN4393360052
- ソンドラ・レイ　『奇跡の習慣―ハワイアン・マスターが導く』野崎友璃香 (訳)ビジネス社、2008年。ISBN4828414444
- デイヴ・アスプリー 『シリコンバレー式超ライフハック』栗原百代訳、ダイヤモンド社、2020年、99‐106頁。ISBN978-4478107195
- Woman’s Health: 進化した呼吸法!?　イギリスで話題の「ブレスワーク」とは？。Women's Health SHOP、 2020年08月26日時点におけるアーカイブ、 2022年01月15日閲覧。